# Артеменко Марія Олексіївна
Марі́я Олексі́ївна Тодорчук (до шлюбу Артеменко; нар. 29 квітня 1991, Київ, УРСР) — українська громадська діячка, засновник БФ «Клуб добродіїв».

## Життєпис

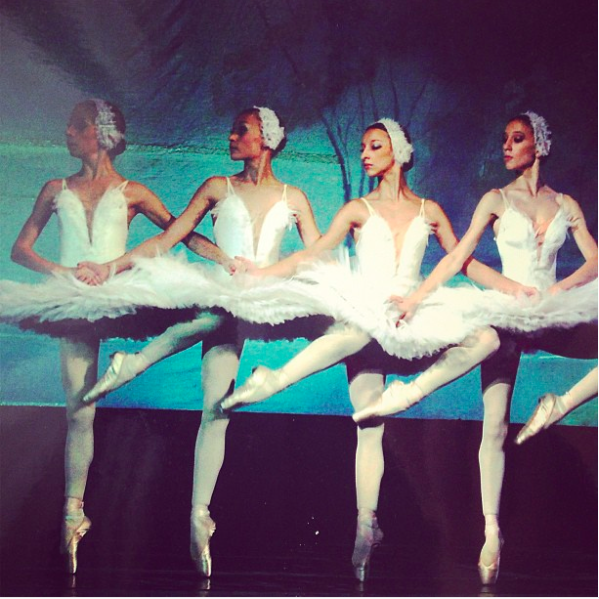
На сцені Національної опери України (Марія зліва)

Народилася 29 квітня 1991 року в Києві. У 4 роки почала займатися балетом, якому присвятила 11 років життя. У складі балетного колективу виступала на сцені Національної опери України.
Навчалася у Фінансово-правовому ліцеї. 2008—2014 — навчалася в Інституті журналістики КНУ ім. Шевченка, магістр.
У листопаді 2023 року Марія завершила навчання в Aspen Institute. З 2023 року навчається на програмі Presidence MBA у Києво-Могилянській бізнес-школі (KMBS).

## Основна діяльність

### Благодійний фонд «Клуб добродіїв»
2016 — заснувала БФ «Клуб добродіїв», що опікується дітьми-сиротами та дітьми у складних обставинах.
2023 року фонд відкрив у Києві «Місце сили», трирівневий простір для психоемоційної підтримки та розвитку підлітків. За перший рік роботи простору його відвідали понад 15 тисяч підлітків.

### Соціальні ініціативи
Героїня книги «Stalevi» про українських жінок під час війни, а у 2024 році стала однією з героїнь BecomingX.

#### Школа волонтерів (2017)
2017 року ініціювала створення «Школи волонтерів» для розвитку соціальних проєктів, об'єднання некомерційного сектору. Було проведено три зустрічі, які відвідали понад 1000 змінотворців та волонтерів.

#### GivingTuesday Україна (2018)
2018 — співініціатор запуску в Україні проєкту Giving Tuesday, що заохочує людей до благодійності — український Щедрий Вівторок.

#### Курс для керівників благодійних фондів (2019)
2019 — з Українським католицьким університетом запустила та керувала курсами для керівників благодійних фондів «Управління благодійними фондами». Було проведено 2 курси.

#### Книга «Благодійність 2.0»
За ініціативи Тодорчук та за сприяння Відділу преси, освіти й культури Посольства США в Україні побачило світ україномовне видання «Благодійність 2.0». Це переклад книги Giving 2.0 відомої філантропки, лекторки та соціального інноватора Лори Арріллага-Андрессен.

## Підприємницька діяльність
2013—2018 — молодший партнер та керівник PR-напрямку агенції Gres & Todorchuk. Реалізувала проєкти «Парк корупції», «Книжкобус», премію Global Teacher Prize Ukraine.

## Відзнаки і нагороди
- Медаль «3а працю і звитягу»[10]
- Лауреатка рейтингу KyivPost Top 30 under 30 by KyivPost[11]

### Інтерв'ю
- Анна Іваненко (17 лютого 2018). Марія Артеменко: «Іноді відчуваю себе адвокатом культурних і соціальних проектів» (укр.) . «Tochka.net». Архів оригіналу за 14 квітня 2019. Процитовано 3 серпня 2019. {{cite web}}: Зовнішнє посилання в |publisher= (довідка)

### Відео
- B-TALKS: Марія Атеменко про різницю між свідомою благодійністю та милосердям на YouTube
- Еспресо.TV: Щедрий Вівторок — день добрих справ у рамках глобального Giving Tuesday на YouTube
- Радіо НВ: Марія Артеменко про культуру благодійності в Україні на YouTube
- Мария Артеменко, основатель «Клуб Добродіїв» в гостях у ГолосUA на YouTube